# 嘉義縣水上鄉南靖國民小學
23°24′53″N 120°23′04″E / 23.414615°N 120.384371°E
嘉義縣水上鄉南靖國民小學（簡稱南靖國小）為位於臺灣嘉義縣水上鄉的國民小學，其最初為日治時期1911年創立的嘉義小學校（今民族國小）南靖分教場，位在南靖糖廠內，設立至今已超過百年。

## 介紹
南靖國小所在的南靖糖廠，原是在1908年由東洋製糖設立的南靖製糖所。為了糖廠職員子女的教育，於是在1911年4月1日設立「嘉義小學校南靖分教場」，學校即位在南靖製糖所內。1912年4月1日，學校獨立為「南靖尋常小學校」。1923年4月，設置高等科，學校改為「南靖尋常高等小學校」，同年11月，新建的磚造校舍完工。1929年4月，操場和升旗台完工。1933年2月，南靖小學校的保護者會（家長教師聯誼會）捐贈學校一座鋼琴。1934年10月，制定校歌，由三屋靜作詞、一條鎮二郎作曲。另外，小學校北側有1924年設立的南靖神社，而南靖尋常高等小學校每年會由校長舉行學年祭向南靖神社參拜。1941年4月，學校改制為「南靖國民學校」，當時地址為臺南州嘉義郡水上庄南靖5番地。

南靖尋常高等小學校校歌如下：
熱帶圈にふさはしき　 滿地綠に生產の　豐けき里よ南靖は　我が學び舍の在り處
東に仰ぐ新高に　崇き操の啟示あり　八掌溪に臨みては　淀きぬ心おもふかな

いざや我が友朝夕に　自然の惠師の教　大御詔身にしめて　皇國の道にいそしまむ
二戰後，糖廠由台灣糖業公司接收，南靖尋常小學校在1946年9月30日改為「嘉義市私立台糖小學」，之後改為「南靖代用國民學校」，學校僅招收糖廠職員子女，非台糖員工子女則就讀水上國小；1950年9月，成立「靖西分校」，非台糖員工的學生改至靖西分校就讀，然而兩校相距僅180公尺。1956年1月，靖西分校由嘉義縣政府接辦，改為「靖西國民學校」。在1968年8月因九年國民義務教育實施，南靖代用國民學校改由嘉義縣政府接辦，並改為「南靖國民小學」，靖西國民學校亦改為「靖西國民小學」，而不管是否為糖廠職員子女均可自由擇校入學。1983年，靖西國小改為「南靖國小靖西分校」，然而學校家長會長必須由本校、分校輪流擔任，兩校亦一直有存廢的爭議；2015年9月，靖西國小廢校，學生併至南靖國小。